# Horní Suchá (zámek)
Zámek Horní Suchá stával v obci Horní Suchá v okrese Karviná.

## Historie

### Starý zámek
Obec Suchá je poprvé zmiňována roku 1305 na listině vratislavského biskupství. V roce 1471, kdy přešla z majetku těšínských knížat do rukou šlechticů, došlo k rozdělení na Horní Suchou a Dolní Suchou. V roce 1674 je zmíněn zámek, který nejspíš nechal postavit Augustin Bees z Chrostiny. Ve 2. polovině 18. století ho Rousečtí z Ejvaně nechali klasicistně přestavět. V roce 1792 se novým majitelem stal Jan Larisch-Mönnich a připojil panství k panství Fryštát. Tím přestal zámek sloužit jako rezidence a byly zde byty úředníků. V roce 1945 zámek získal stát. Zámek nadále sloužil jako byty a v 60. letech 20. století prošel opravou. Přesto nadále chátral a v roce 1979 se z něj museli nájemci vystěhovat. Zbořen byl roku 1980.
Podle Stabilního katastru z roku 1840 stál na jižní straně ulice Dělnická 49°47′59″ s. š., 18°28′44″ v. d. a zámecký park byl ohraničen z východu ulicí Centrum, která kopíruje původní cestu, a z jihu potokem Sušanka.

### Nový zámek
Nový zámek nechali Larisch-Mönnichové postavit v roce 1823 na severozápad od starého zámku. Šlo o patrovou jednoduchou budovu, která sloužila správci dvora. Rodu patřil do roku 1945, kdy přešel na stát. Následně zde měl sklady podnik Rekultivace OKD a později prošel nevhodnou přestavbou. Dnes slouží jako administrativní budova autoservisu.